# Осредек при Доброви
Осредек при Доброви (словен. Osredek pri Dobrovi) је насељено место у општини Доброва-Полхов Градец, Средњесловенска регија, Словенија.

## Историја
До територијалне реорганизације у Словенији био је у саставу града Љубљане, односно старе општине Вич–Рудник.

## Становништво
У попису становништва из 2011. године, Осредек при Доброви је имао 73 становника.
| Број становника према пописима | Број становника према пописима | Број становника према пописима |
| ------------------------------ | ------------------------------ | ------------------------------ |
| 1991                           | 2002                           | 2011                           |
| 33                             | 65                             | 73                             |

Напомена: До 1953. исказивано под именом Осредек.